# The Man Who Thought He Was Poisoned
The Man Who Thought He Was Poisoned è un cortometraggio muto del 1910 diretto da Lewin Fitzhamon.

## Trama
Dei ragazzi attaccano su una bottiglietta rubata da un barbone l'etichetta con su scritto "veleno".

## Produzione
Il film fu prodotto dalla Hepworth.

## Distribuzione
Distribuito dalla Hepworth, il film - un cortometraggio di 114,3 metri - uscì nelle sale cinematografiche britanniche nell'aprile 1910.
Si conoscono pochi dati del film che, prodotto dalla Hepworth, fu distrutto nel 1924 dallo stesso produttore, Cecil M. Hepworth. Fallito, in gravissime difficoltà finanziarie, il produttore pensò in questo modo di poter almeno recuperare il nitrato d'argento della pellicola.